# Герб Лебедина
Герб Лебеди́на — офіційний геральдичний символ міста Лебедина Сумської області, затверджений 1 серпня 1997 р. рішенням XVIII сесії Лебединської міської ради XXII скликання. Герб є промовистим.

## Опис

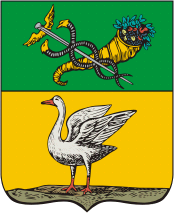
Герб слобідського періоду

За часів Російської імперії перший герб затверджено 21 вересня 1781 р. У горішній частині перетятого щита герб Харкова; у долішній — у золотому полі лебідь, що означає собою назву цього міста.
Сучасний герб являє собою таке зображення. У зеленому полі пливе срібний лебідь, під ним — сім срібних хвильок у три ряди — чотири, дві та одна, справа — золотий колосок із листком, зліва — золота шабля у піхвах, повернута додолу. Щит обрамований декоративним картушем і увінчаний срібною міською короною з трьома вежками. Автор — О. Рудь.
Лебідь на хвилях уособлює місто й озеро, від якого походить назва Лебедин. Шабля підкреслює історичну роль поселення як фортеці, а колосок — символ аграрного характеру економіки міста. Зелений колір характеризує густі ліси, що оточують Лебедин із трьох сторін.